# Skenderovci (Brestovac)
Skenderovci su naselje u Republici Hrvatskoj u Požeško-slavonskoj županiji, u sastavu općine Brestovac.

## Zemljopis
Skenderovci su smješteni oko 5 km sjeverozapadno od Brestovca, susjedna sela su Jakuplije na istoku i Požeški Brđani na sjeveru.

## Stanovništvo
Prema popisu stanovništva iz 2011. godine Skenderovci su imali 187 stanovnika.
| broj stanovnika | 122   | 119   | 103   | 171   | 271   | 221   | 246   | 266   | 242   | 230   | 240   | 213   | 227   | 215   | 221   | 187   | 128   |
|                 | 1857. | 1869. | 1880. | 1890. | 1900. | 1910. | 1921. | 1931. | 1948. | 1953. | 1961. | 1971. | 1981. | 1991. | 2001. | 2011. | 2021. |